# Doraemon: Nobita no takarajima
Série
Doraemon: Nobita no nankyoku kachikochi daibōken
(2017) Doraemon: Nobita no getsumen tansa-ki
(2019)
Pour plus de détails, voir Fiche technique et Distribution.
Doraemon: Nobita no takarajima (ドラえもん のび太の宝島, littéralement « Doraemon : L'Île au trésor de Nobita ») est un film d'animation japonais réalisé par Kazuaki Imai, sorti le 3 mars 2018 au Japon. Il s'agit du 39e film tiré du manga Doraemon. L'histoire s'inspire du roman L'Île au trésor de Robert Louis Stevenson avec un scénario de Genki Kawamura, le producteur de Your Name. et Le Garçon et la Bête.
Il est premier du box-office japonais de 2018 lors de ses deux premières semaines d'exploitation. Un jeu vidéo Nintendo 3DS basé sur le film sort au Japon le 1er mars 2018

## Fiche technique
- Titre : Doraemon: Nobita no takarajima
- Titre original : ドラえもん のび太の宝島
- Réalisation : Kazuaki Imai
- Scénario : Shim Sung-bo, Genki Kawamura, Park Young-kyun, Kazuaki Imai d'après le manga de Fujiko F. Fujio et le roman L'Île au trésor de Robert Louis Stevenson
- Musique : Takayuki Hattori
- Montage : Jang Si-yeon
- Production : Choi Dong-hoon, Choi Woo-sung, Fujiko-Pro, Kim Jow et Lee Ho-yeon
- Société de production : Fujiko Productions, Shin-Ei Animation, Shōgakukan-Shueisha Productions et TV Asahi
- Pays de production :  Japon
- Genre : Animation, comédie, aventure et science-fiction
- Durée : 108 minutes
- Dates de sortie : 
  - Japon : 3 mars 2018[4]
  - France : 20 mai 2018

## Distribution
- Wasabi Mizuta : Doraemon
- Megumi Ōhara (en) : Nobita
- Yumi Kakazu : Shizuka
- Tomokazu Seki : Suneo
- Subaru Kimura (en) : Gian
- Hisako Kanemoto : Mini-Doras
- Kotono Mitsuishi : Tamako Nobi
- Yasunori Matsumoto (en) : Nobisuke Nobi
- Shihoko Hagino : Dekisugi
- Aoi Yūki : Quiz
- Daiki Yamashita : Flock
- Fumiko Orikasa : Sarah
- Ryūzaburō Ōtomo : Gaga
- Saori Hayami : Vivi
- Masami Nagasawa : Fiona
- Yō Ōizumi (en) : Capitaine Silver

## Box-office
Distribué sur 381 écrans par la Tōhō, Doraemon : Nobita no Takarajima récolte 7,9 million $ pour 716 629 entrées lors de son premier weekend et est classé premier du box-office japonais 2018.
Voici un tableau montrant le box-office du film par week-ends au Japon :
| # | Rang | Week-end   | Recette du week-end             | Recettes totales jusqu'au week-end en cours |
| - | ---- | ---------- | ------------------------------- | ------------------------------------------- |
| 1 | 1    | 3–4 mars   | 843 148 500 ¥ (7,9 millions $)  | 843 148 500 ¥ (7,9 millions $)              |
| 2 | 1    | 10–11 mars | 704 262 700 ¥ (6,62 millions $) | 1 708 813 100 ¥ (16 millions $)             |